# Бритьё
Бритьё — один из способов удаления волос или депиляции, при котором с помощью режущего инструмента (бритвы) удаляется не весь волос, а только видимая надкожная часть. Без уточнения термин типично означает сбривание мужчинами бороды и усов, удаление волос с других частей тела обычно обозначается явно («бритьё головы»).

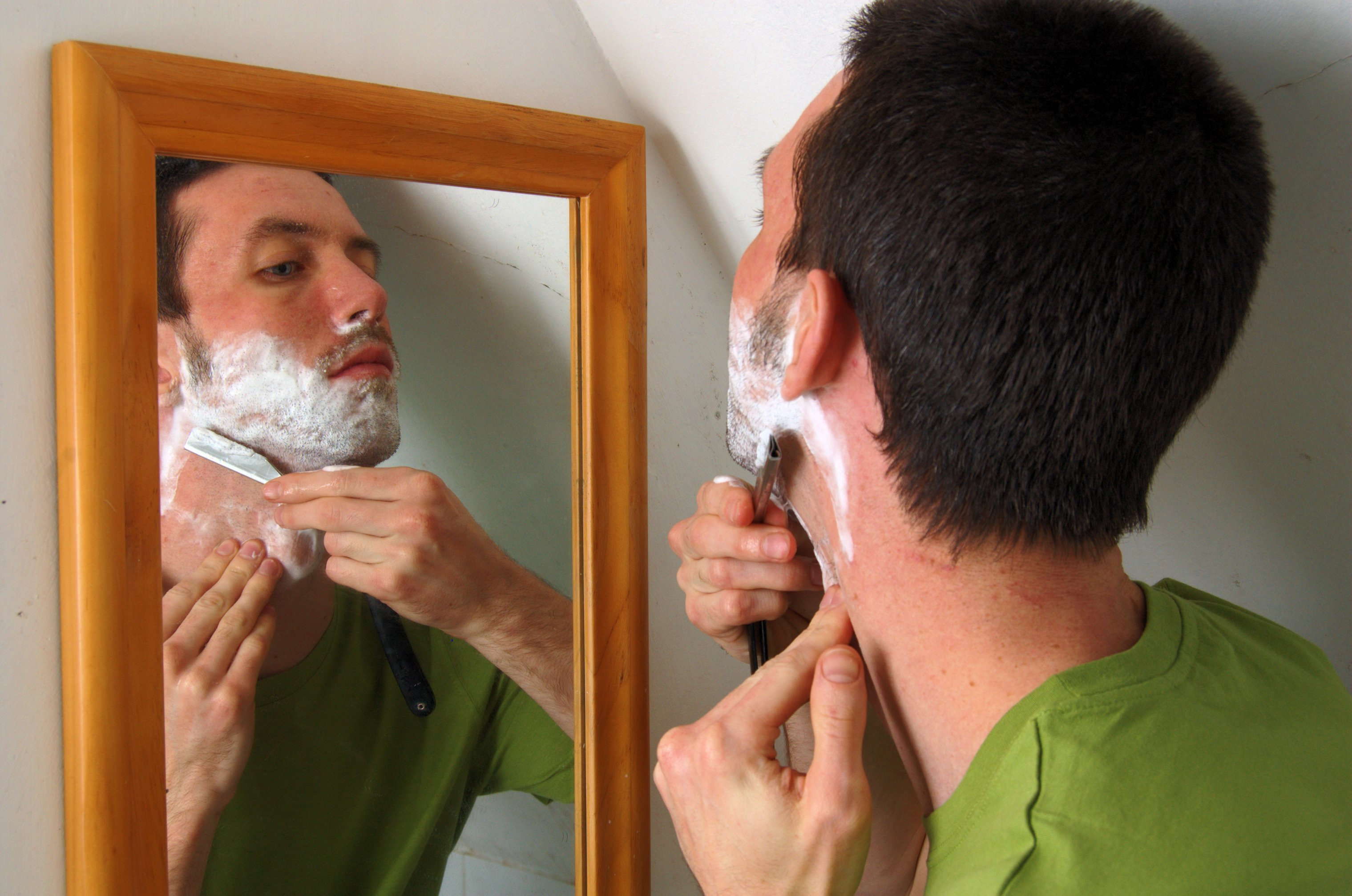
Классическое мокрое бритьё перед зеркалом

## История
Время начала бритья у мужчин неизвестно, хотя изображения безбородых мужчин на стенах пещер заставляют относить начало этого обычая к доисторическим временам. Известно, что древние египтяне уже во времена первых династий несколько тысяч лет тому назад брили как лицо, так и голову. Считается, что поводом к бритью послужили чисто практические требования рукопашного боя: волосы предоставляли противнику удобный захват для перерезания горла. Эстетические соображения вряд ли играли какую-либо роль, особенно с учётом почти полного отсутствия зеркал у ранних цивилизаций.
Бритвы были найдены археологами также в Кноссе на Крите.
Распространение бритья среди древних греков связывается с именем Александра Македонского, который стал бриться сам и потребовал того же от своих воинов, опять-таки из чисто военных соображений. Сирийцы и персы вскоре начали бриться в подражание победоносным в то время грекам.
Хотя в древнеримской культуре борода первоначально символизировала мужественность и здоровье, римляне около 200 года до н. э. последовали примеру греков и стали бриться во время военных действий. Плиний Старший связывает массовое распространение обычая с именем Сципиона Африканского (римляне познакомились с бритвой гораздо раньше, Тит Ливий говорит о влиянии легендарного Луция Тарквиния Приска). Постепенно выбритый римский гражданин стал символизировать цивилизацию и прогресс, будучи антиподом бородатого раба-варвара.
Возврат римлян к бородам произошёл во II веке н. э., когда римский император Адриан отпустил бороду, чтобы скрыть шрамы и бородавки на лице, римляне последовали его примеру. С падением Римской империи бороды надолго вернулись в Европу (традиции бритья, однако, сохранились в Азии). Римские традиции были восстановлены во время крестовых походов, когда крестоносцы столкнулись с сохранившимися на Ближнем Востоке привычками регулярного бритья (и купания).
В течение нескольких сотен лет, до XVII века, в Европе мода на выбритое лицо чередовалась с популярностью бород и усов, обычно в соответствии со вкусом правителя (Франциск I и Генрих VIII выделялись своими бородами). Однако в последней трети XVII века, когда распространение париков позволило мужчинам украшать себя другими способами, бритьё одержало решительную победу; уже в 1661 году Томас Фуллер сравнил бороду с «декоративными экскрементами». Усы и небольшие бородки в стиле «Ван Дейк» оставались приемлемыми.
В новое время бритьё в основном приобрело эстетический оттенок. В западных странах бороды иногда кратковременно входили в моду. Например, в США мода на бороды возникла в ходе Гражданской войны в подражание президенту Линкольну, но уже в 1880-х годах американские мужчины были в целом вновь гладко выбриты.

### В России
В России обычай бритья был заведён Петром I в 1698 году после возвращения из поездки в Европу. Как и многие другие преобразования Петра, бритьё вводилось насильственным образом. Убедившись, что население противится такому нарушению заветов Стоглавого собора (который объявил бритьё «латинской ересью»), Пётр по примеру других стран ввёл налог на бороду.

### Ежедневное бритьё
До XIX века немногие подражали Сципиону Африканскому и брились ежедневно, что частично объяснялось трудностями самостоятельного применения опасной бритвы и непрактичностью ежедневного похода к брадобрею.
В Средневековье человек, брившийся два раза в неделю, считался гладковыбритым. Елизаветинский указ, запретивший ношение бород студентам-юристам, определял «бороду» как двухнедельную щетину. 
Современную популярность ежедневное самостоятельное бритьё приобрело лишь с изобретением в начале  XX века безопасной бритвы.

## Цели
Адамс отмечает, что зачастую цели (в прошлом опасного и болезненного) процесса бритья не вполне ясны и для иллюстрации приводит известный эпизод из жизни Бернарда Шоу. Пятилетний Шоу подошёл к своему отцу и, глядя на него снизу вверх, спросил: «Папа, зачем ты бреешься?». Отец на минуту задумался, а затем со словами «Какого чёрта я это делаю?» выбросил бритву в окно — и больше не брился. Кроме очевидных военных соображений, Адамс приводит три возможные причины зарождения бритья:
- ассоциацию бород с пожилым возрастом и потому со смертью, бритьё могло рассматриваться как талисман;
- неудобство бороды и усов для еды и питья;
- борода представляла собой место для размножения паразитов.